# OT: el reencuentro
OT: el reencuentro  es un espacio televisivo que consta de una serie de documentales y un concierto producidos por Gestmusic en España y emitidos en La 1 entre el 16 de octubre y el 31 de octubre de 2016. En ellos, se rememoran los 15 años de la primera edición de Operación Triunfo.

## Operación Triunfo: el reencuentro (2016)
- 16 de octubre de 2016-31 de octubre de 2016 (3 documentales y un concierto).

Quince años después, Televisión Española rindió homenaje a la primera edición de Operación Triunfo con OT: El reencuentro, una serie de tres documentales realizados en colaboración con Gestmusic en los que se reunieron los 16 concursantes, para compartir recuerdos de su paso por televisión. En el primero de los documentales intervinieron Manu Guix y Noemí Galera, mientras que en el segundo y el tercero, Àngel Llàcer y Nina, respectivamente, hicieron lo propio. Esta última, quien fuera directora de la academia, sería la encargada de dirigir la tertulia.

## OT: el reencuentro. En concierto
Como colofón, el 31 de octubre de 2016 se celebró en el Palau Sant Jordi de Barcelona un concierto (organizado por Universal Music) con los concursantes de esta primera edición. Cabe destacar que el Concierto de OT: el reencuentro fue emitido por La 1 y tuvo su minuto de oro, con 4,7 millones de telespectadores y un 38,7% de share, durante la actuación de David Bisbal y Chenoa con el tema "Escondidos".
Las canciones interpretadas en el concierto fueron las siguientes:
- Lady Marmalade - Gisela Lladó, Mireia Montávez, Nuria Fergó, Verónica Romero, Natalia Rodríguez, Geno Machado, Chenoa y Rosa López
- Corazón espinado - Álex Casademunt, David Bustamante, Naím Thomas, David Bisbal, Manu Tenorio, Alejandro Parreño, Javián Antón y Juan Camus
- Black Magic Woman - Alejandro Parreño
- Héroe - Natalia Rodríguez
- Santo, santo - Manu Tenorio y Rosa López
- Además de ti - David Bustamante
- Te quiero más - Fórmula Abierta
- Your song - Juan Camus
- Angels - Juan Camus
- Átame a tu piel - Geno Machado
- Hijo de la luna - Mireia Montávez
- Vivir sin aire - Javián Antón
- Ave María - David Bisbal
- Vida - Gisela Lladó
- Tu piel - Manu Tenorio
- Brisa de esperanza - Nuria Fergó
- Bésame - Verónica Romero
- Ven a Funky Street - Naím Thomas
- Sueña - Chenoa y Rosa López
- Vas a volverme loca - Natalia Rodríguez
- I finally found someone - Naím Thomas y Verónica Romero
- Ellas - Alejandro Parreño
- Y, ¿si fuera ella? - David Bisbal
- Vivir lo nuestro - David Bisbal y Rosa López
- Vivo por ella - David Bustamante y Gisela Lladó
- Atrévete - Chenoa
- Noches de bohemia - Manu Tenorio y Nuria Fergó
- Dos hombres y un destino - David Bustamante y Álex Casademunt
- Escondidos - David Bisbal y Chenoa
- Europe's living a celebration - Rosa López
- Mi música es tu voz - Academia OT1

## Participantes
| N.º | Concursante       | Edad | Residente                       |
| 1   | Rosa López        | 35   | Granada (GR)                    |
| 2   | David Bisbal      | 37   | Almería (AL)                    |
| 3   | David Bustamante  | 34   | San Vicente de la Barquera (C)  |
| 4   | Chenoa            | 41   | Palma de Mallorca (IB)          |
| 5   | Manu Tenorio      | 41   | Sevilla (SE)                    |
| 6   | Verónica Romero   | 38   | Elche (A)                       |
| 7   | Nuria Fergó       | 37   | Nerja (MA)                      |
| 8   | Gisela Lladó      | 37   | Barcelona (B)                   |
| 9   | Naím Thomas       | 36   | Barcelona (B)                   |
| 10  | Alejandro Parreño | 38   | Valencia (V)                    |
| 11  | Juan Camus        | 43   | Santander (C)                   |
| 12  | Natalia Rodríguez | 33   | Sanlúcar de Barrameda (CA)      |
| 13  | Àlex Casademunt   | 35   | Vilasar de Mar (B)              |
| 14  | Javián Antón      | 42   | Dos Hermanas (SE)               |
| 15  | Mireia Montávez   | 34   | Vilaseca (T)                    |
| 16  | Geno Machado      | 34   | Las Palmas de Gran Canaria (GC) |

### Otros participantes
- Nina Agustí, directora y profesora de técnicas de voz de la Academia.
- Noemí Galera, directora de casting.
- Manu Guix, profesor de canto responsable de los talleres de estilo.
- Javier Castillo "Poty", coreógrafo responsable de la gala.
- Àngel Llàcer, profesor de interpretación.

## Audiencias

### Temporada Única (2016)
| N.º (temp.) | N.º (temp.) | Título                                    | Director    | Fecha de emisión      | Audiencia         |
| ----------- | ----------- | ----------------------------------------- | ----------- | --------------------- | ----------------- |
| 1           | 1           | «Parte 1: La amistad y la música»         | Nía Sanjuán | 16 de octubre de 2016 | 4.702.000 (24,8%) |
| 2           | 2           | «Parte 2: La vida después de La Academia» | Nía Sanjuán | 23 de octubre de 2016 | 3.948.000 (20,9%) |
| 3           | 3           | «Parte 3: Los recuerdos de OT»            | Nía Sanjuán | 30 de octubre de 2016 | 2.909.000 (17,5%) |
| 4           | 4           | «OT: El Reencuentro, En Concierto»        | Nía Sanjuán | 31 de octubre de 2016 | 4.167.000 (27,5%) |

## Audiencias: Todas las ediciones
| Edición              | Año  | Duración                     | Audiencia Media   | Canal |
| -------------------- | ---- | ---------------------------- | ----------------- | ----- |
| OT: El Reencuentro 1 | 2016 | 3 documentales y 1 concierto | 3.927.000 (22,7%) | La 1  |

## Fenómeno viral
Además de las audiencias cosechadas, la emisión tuvo un espectacular reflejo en las redes sociales, convirtiéndose en un fenómeno viral. La emisión del concierto copó 18 de los 20 Trending Topic de Twitter y el hashtag #OTConcierto alcanzó más de 300.000 tuits en las siete horas que fue líder en esa red social.
La anécdota más comentada en redes sociales y medios de comunicación fue el supuesto movimiento de David Bisbal para esquivar un presunto acercamiento de Chenoa con intención de besarle, en lo que se conoce popularmente como hacer la cobra, cuando ambos interpretaban el tema Escondidos. La anécdota tuvo un reflejo inusitado en la opinión pública del país, llegando a ser Trending Topic mundial en la red social Twitter. En España el hashtag #LaNocheCobra lideró la lista de TT el día 1 de noviembre de 2016. Además, fue ampliamente recogida como noticia de primera página en prácticamente todos los medios de comunicación españoles incluidos los cinco periódicos de información general de mayor tirada: El País, El Mundo, La Vanguardia, El Periódico y el Diario ABC, siendo incluso comentada por parlamentarios como Íñigo Errejón.

## Discografía

### Semanales
| País   | Lista                              | Primera semana       | Posición de ingreso | Mejor posición | Semanas en la mejor posición | Semanas en la lista | Última semana       | ref.   |
| ------ | ---------------------------------- | -------------------- | ------------------- | -------------- | ---------------------------- | ------------------- | ------------------- | ------ |
| España | Top 20 recopilaciones (Promusicae) | 7 de octubre de 2016 | 2                   | 1              | 1                            | 15                  | 19 de enero de 2017 | [ 21 ] |

## Galería
Fotografías del concierto en el Palau Sant Jordi de Barcelona el 31 de octubre de 2016:

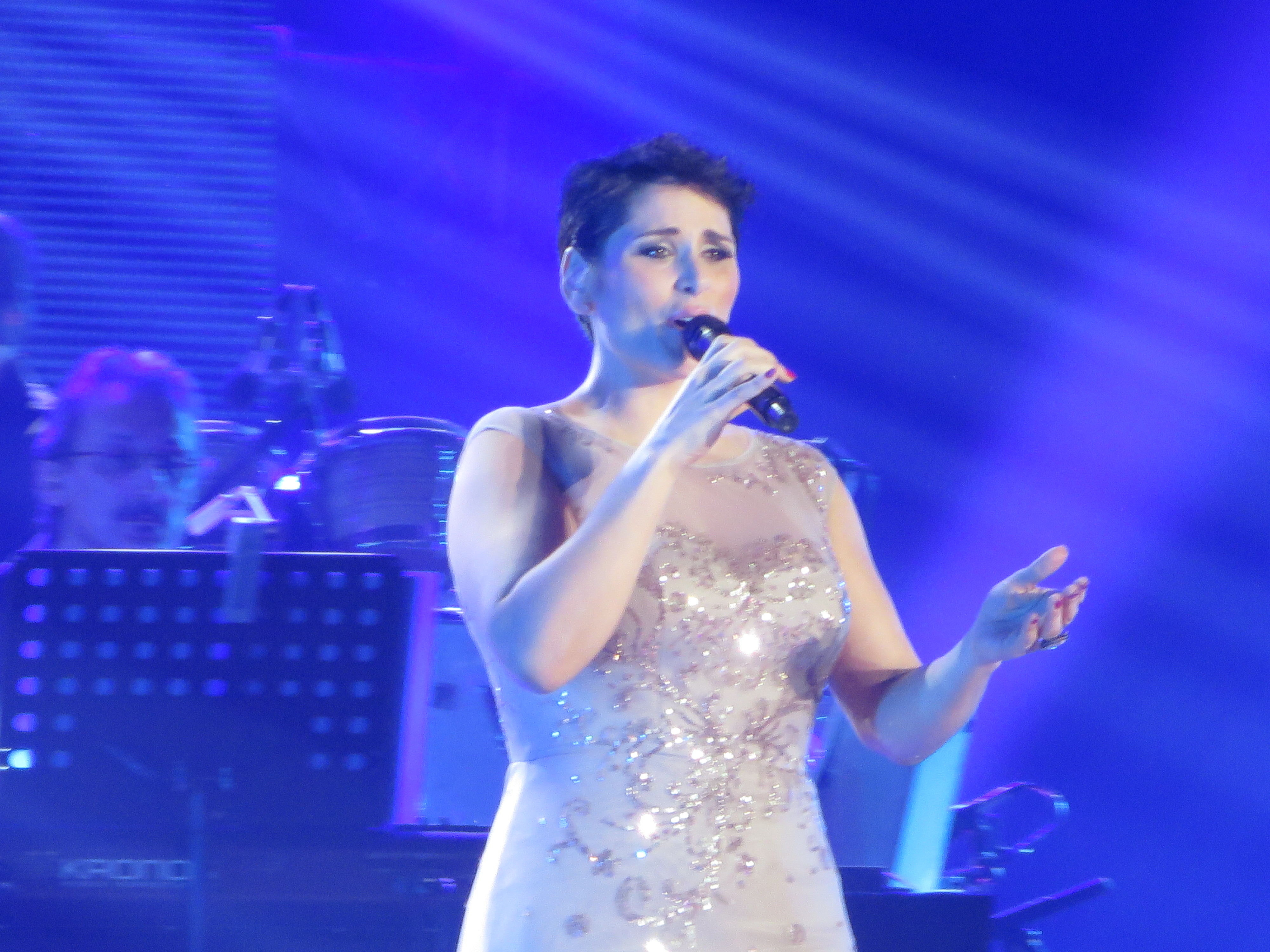
Rosa López
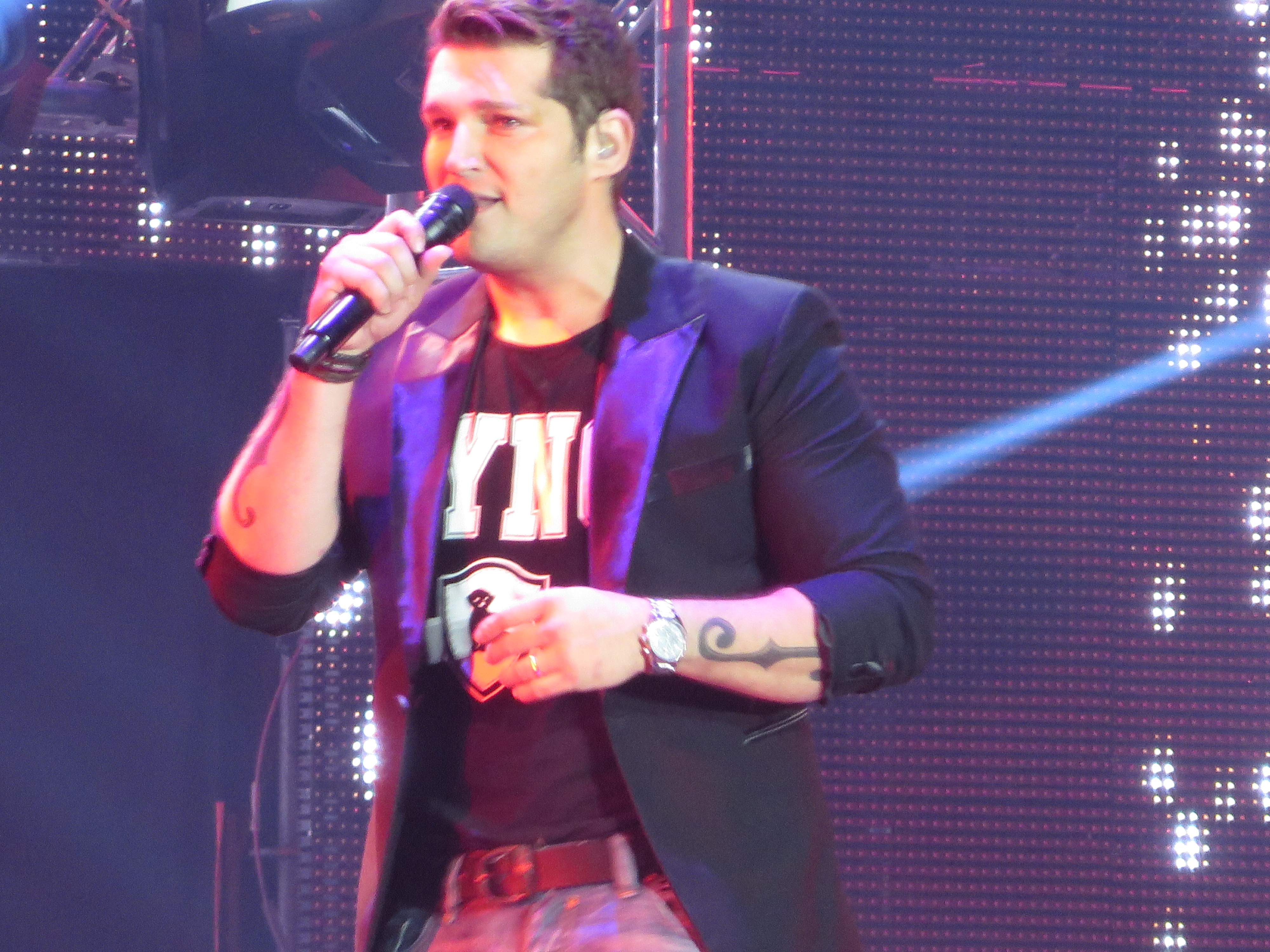
Manu Tenorio
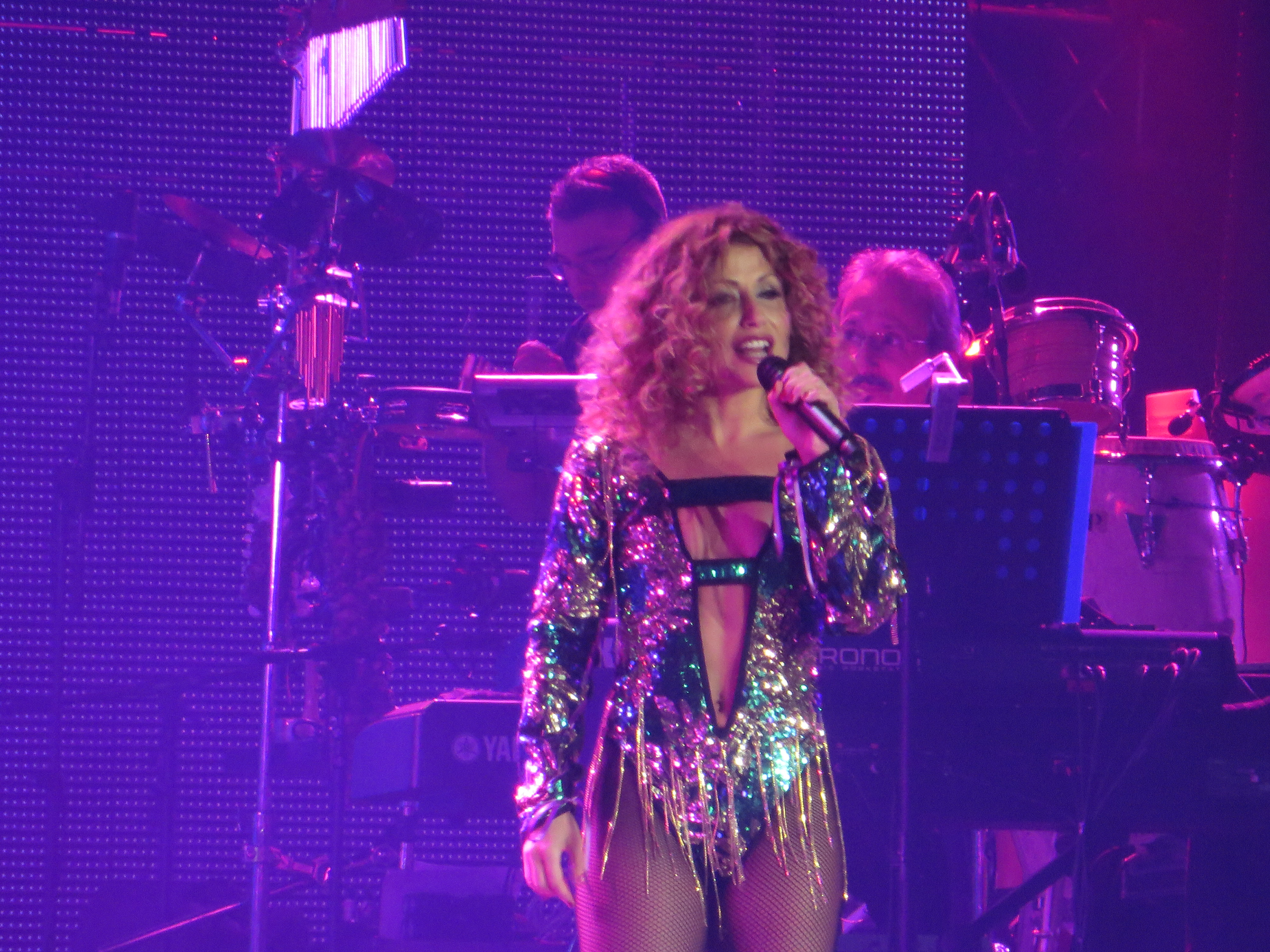
Verónica Romero
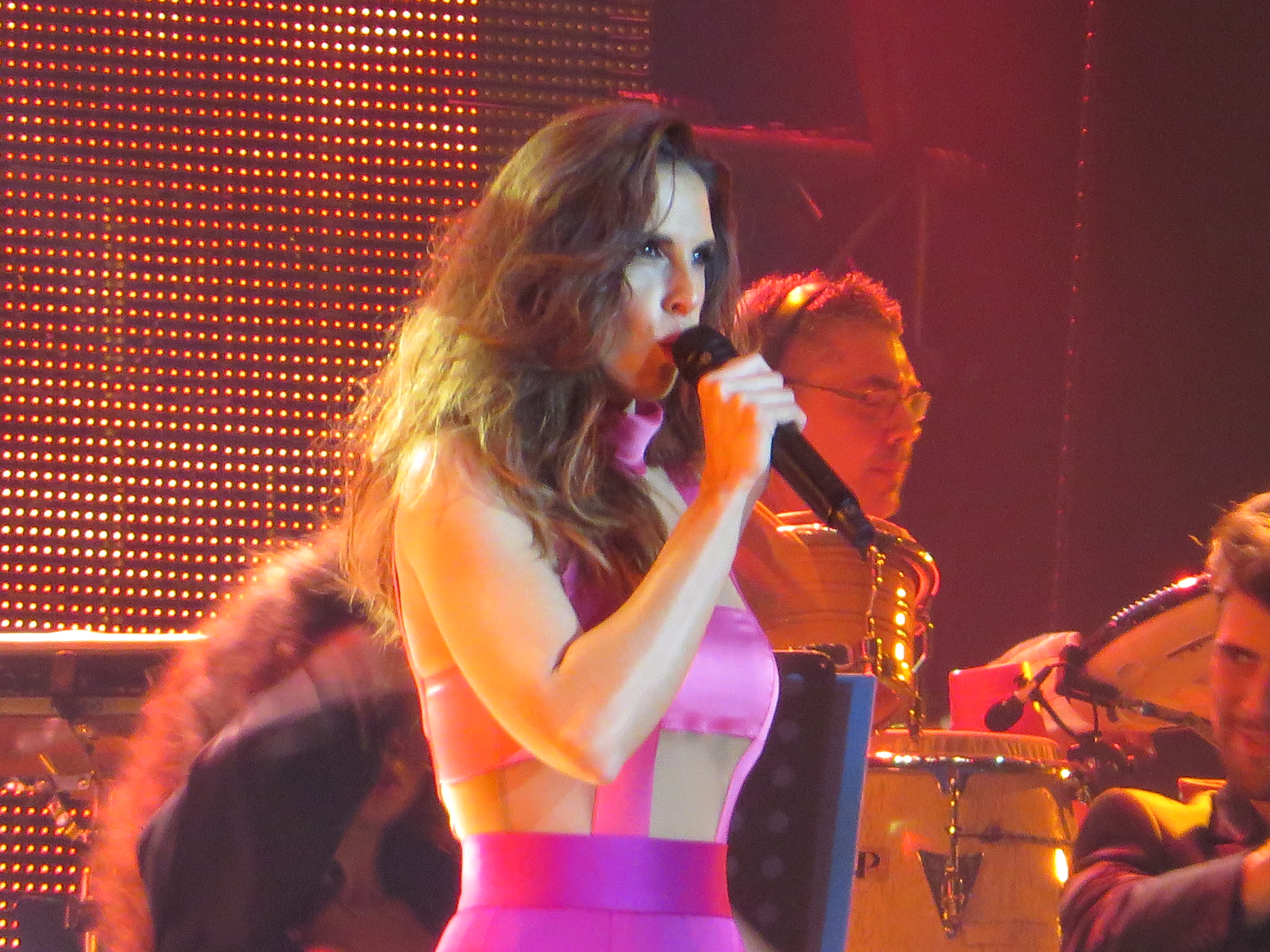
Nuria Fergó
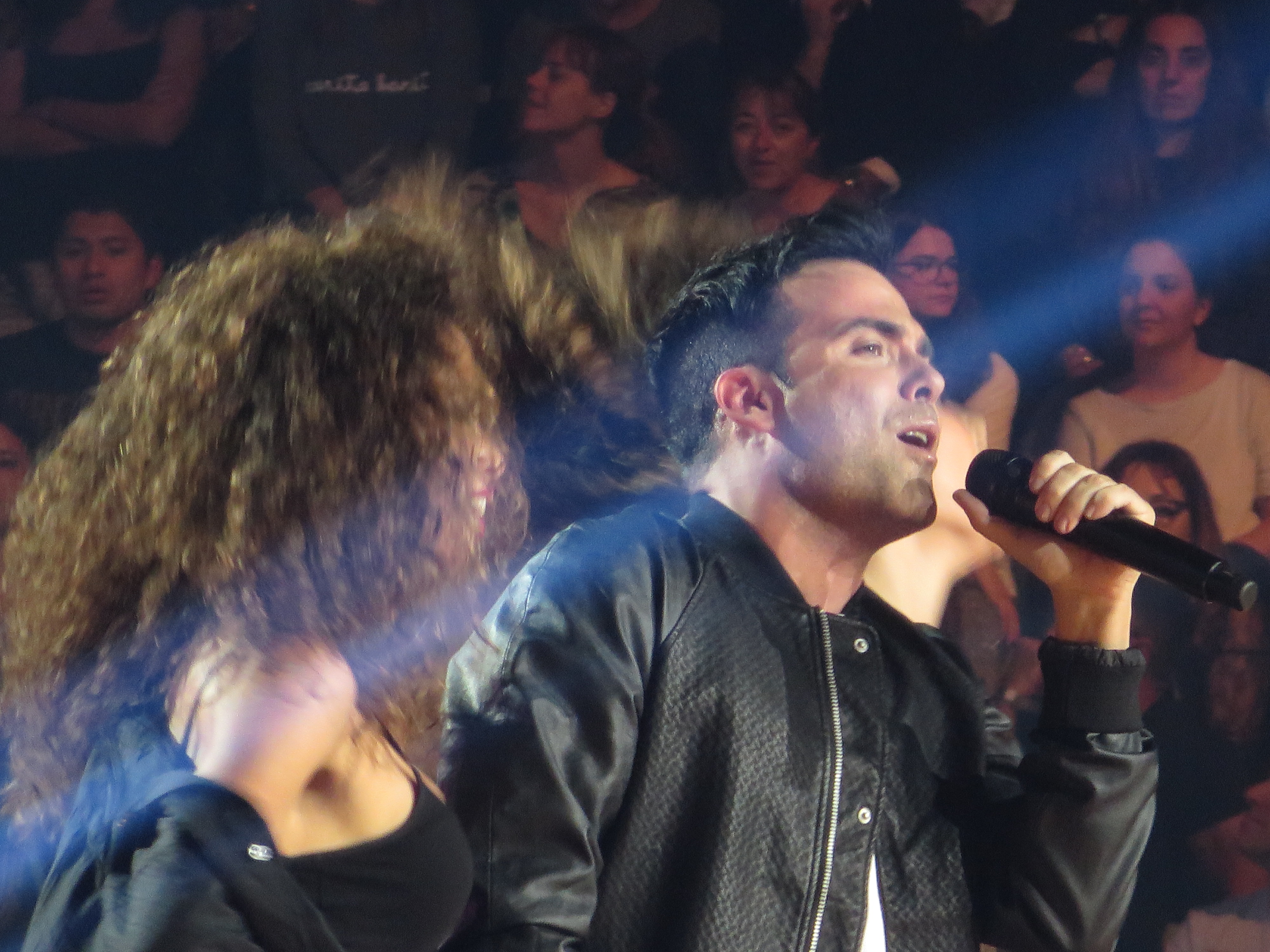
Naím Thomas
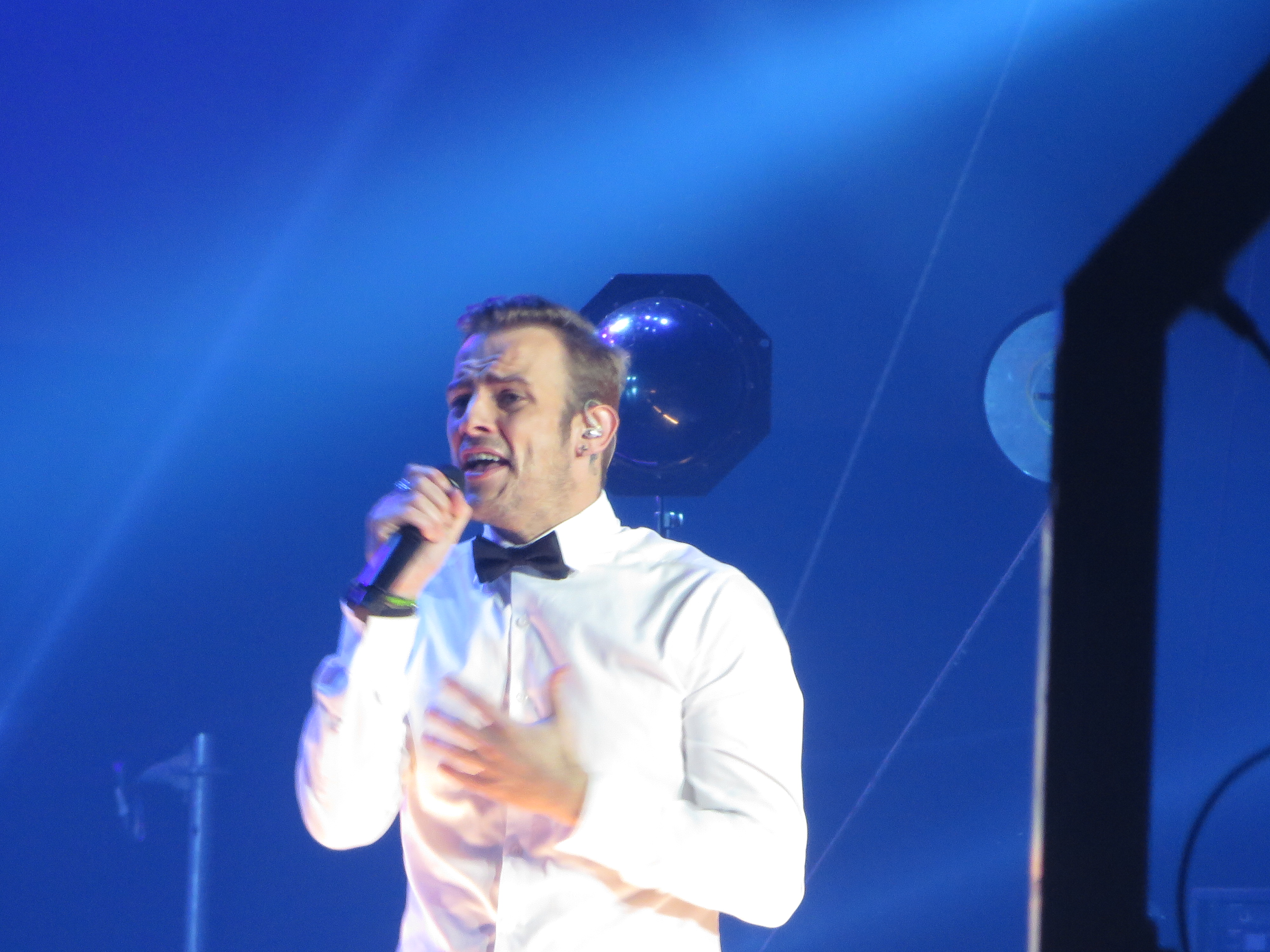
Alex Casademunt
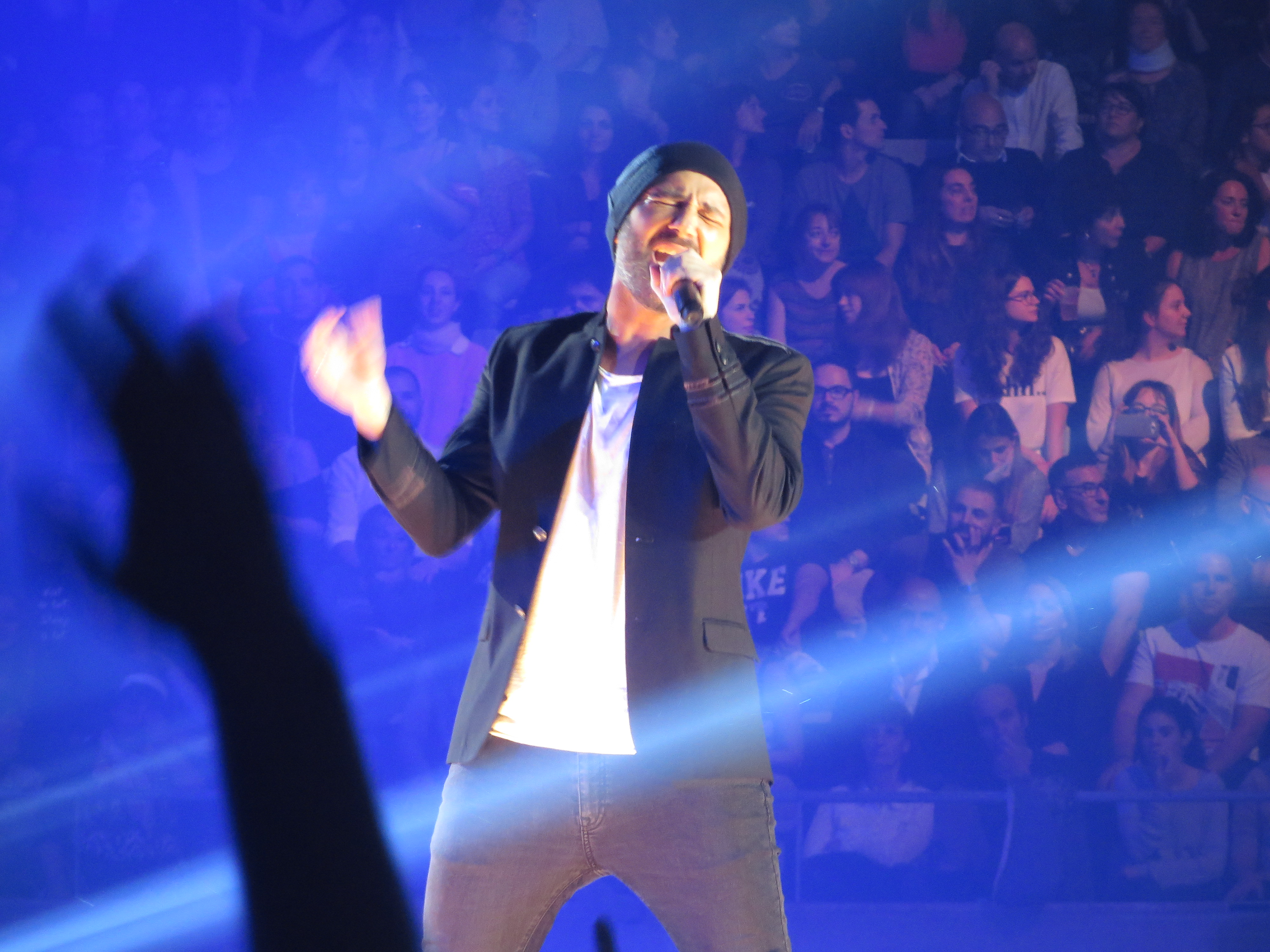
Alejandro Parreño
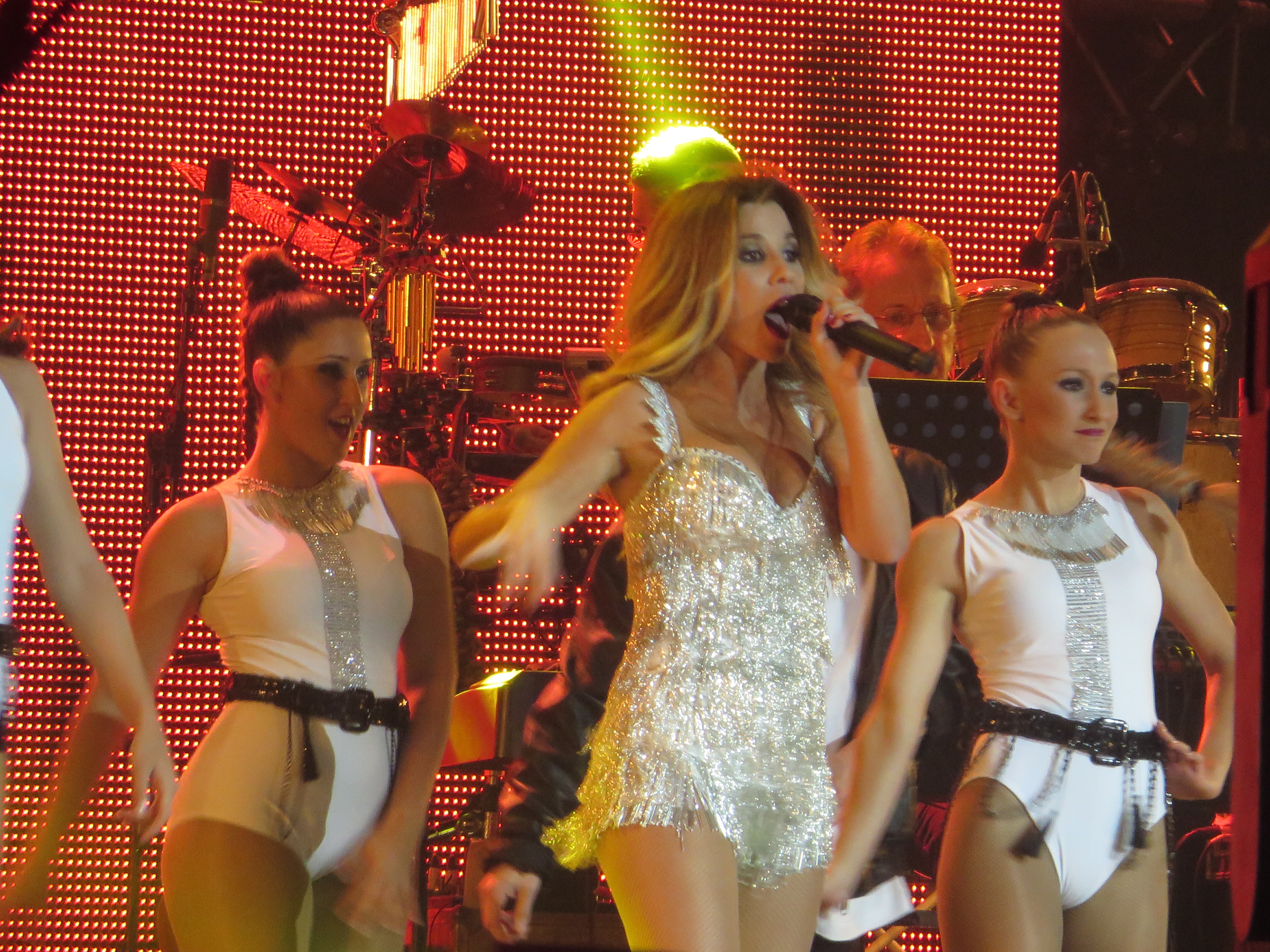
Natalia
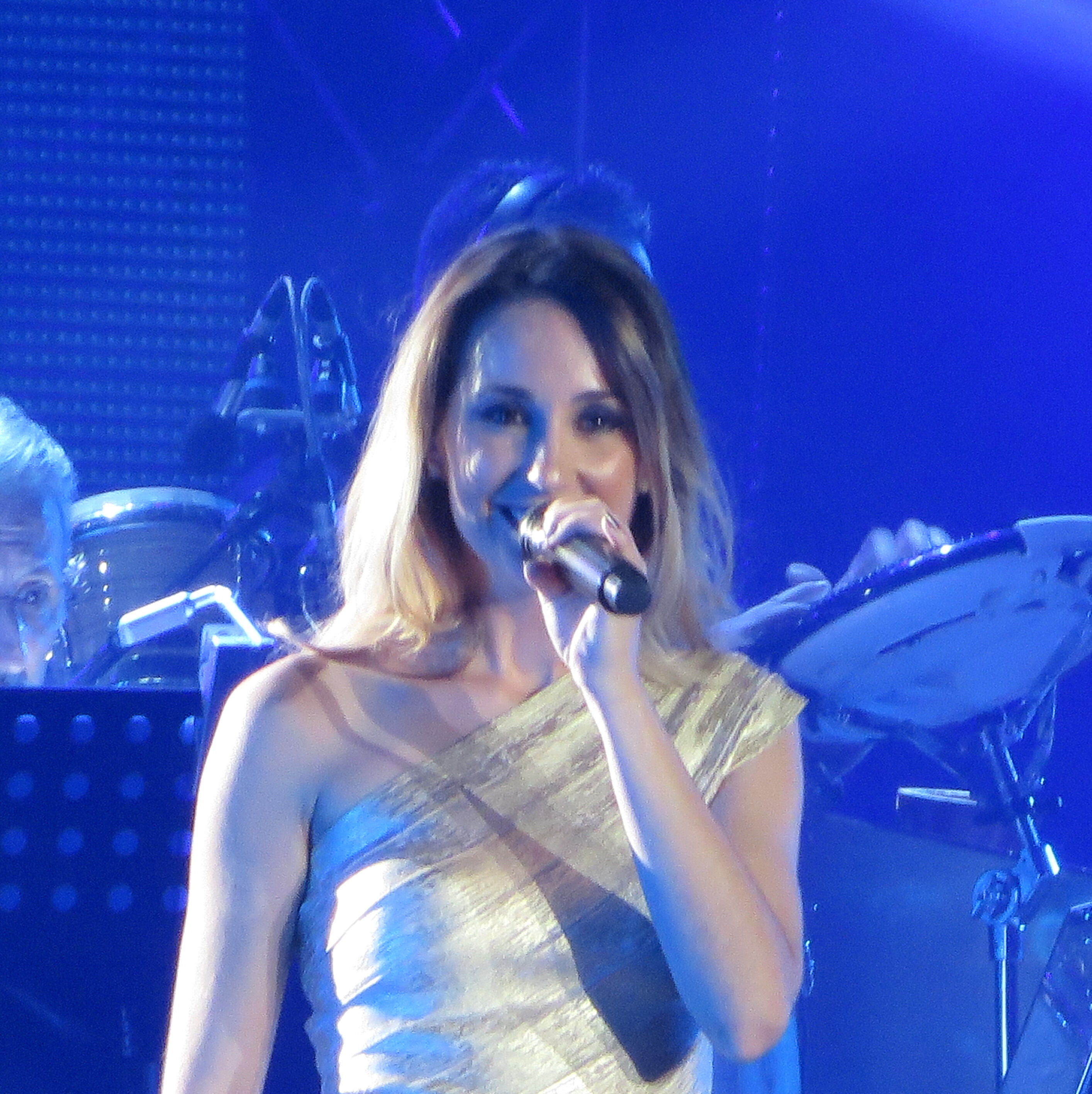
Mireia Montávez
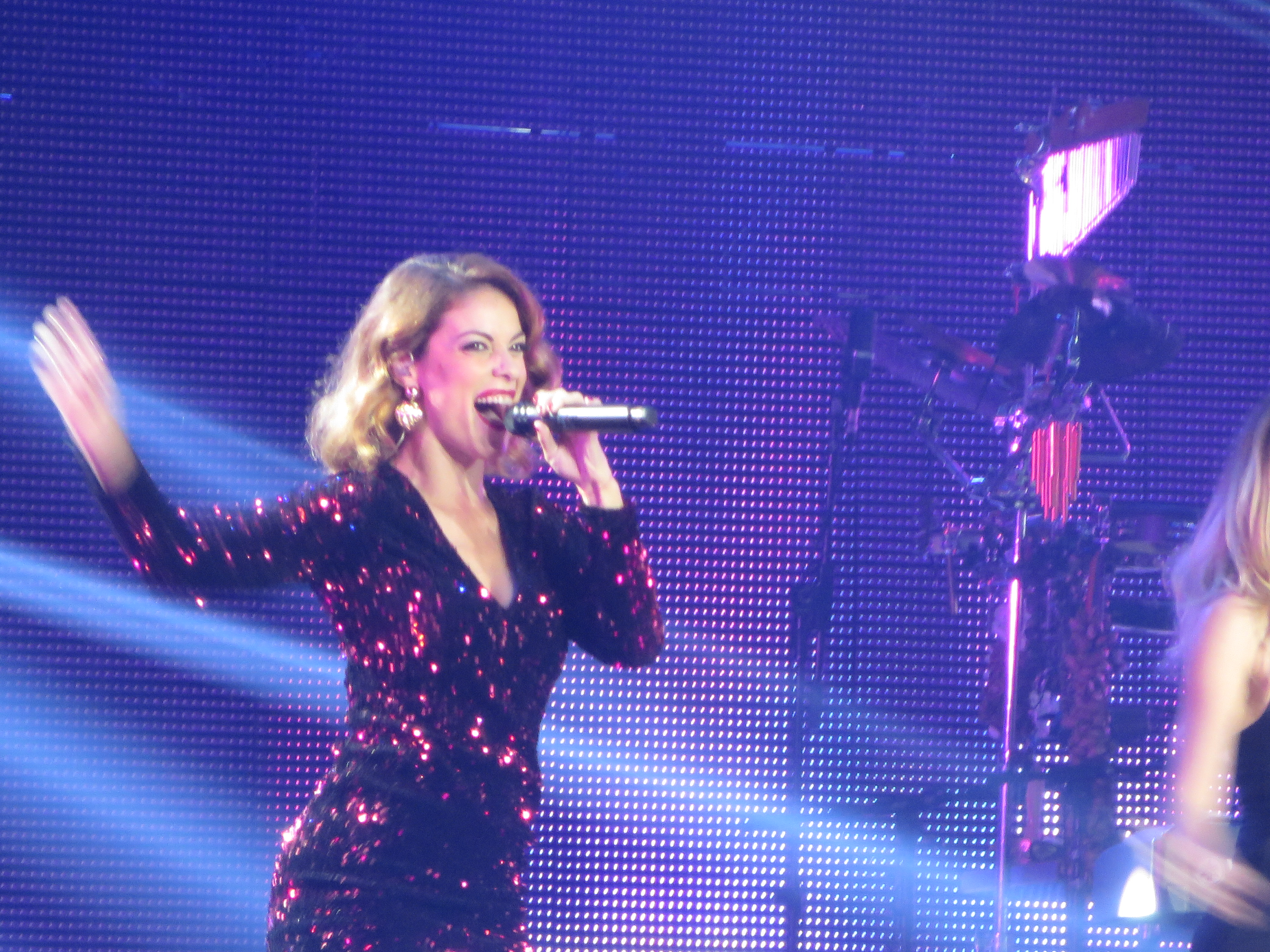
Geno Machado